# Ivica Mornar
Ivica Mornar (Split, 12 de gener de 1974) és un exfutbolista croat, que ocupava la plaça de davanter.
Es va formar a les files de l'Hajduk Split. Després va jugar a l'Eintracht Frankfurt alemany i al Sevilla FC i el CD Ourense de la competició espanyola.
L'estiu de 1998 marxa a la lliga belga, on acumularia un centenar de partits entre l'Standard de Lieja i l'Anderlecht. El seu bon joc a Bèlgica possibiliten el fitxatge pel Portsmouth de la Premier League el 2003, però Mornar no gaudiria de massa fortuna al conjunt anglès. Tan sols jugà 8 partits i un gol abans de ser cedit a l'Anderlecht i a l'Stade Rennais. El 2006, de nou al Portsmouth, només apareix en dos ocasions abans de posar fi al contracte.

## Selecció
Mornar va ser 22 vegades internacional amb la selecció croata, i va marcar un gol. Va formar part del combinat del seu equip que hi va participar en l'Eurocopa del 2004.